# Digapahandi
Digapahandi é uma cidade e uma notified area committee no distrito de Ganjam, no estado indiano de Orissa.

## Geografia
Digapahandi está localizada a 19° 22′ N, 84° 35′ L. Tem uma altitude média de 53 metros (173 pés).

## Demografia
Segundo o censo de 2001, Digapahandi tinha uma população de 10,888 habitantes. Os indivíduos do sexo masculino constituem 51% da população e os do sexo feminino 49%. Digapahandi tem uma taxa de literacia de 59%, inferior à média nacional de 59.5%: a literacia no sexo masculino é de 68% e no sexo feminino é de 50%. Em Digapahandi, 12% da população está abaixo dos 6 anos de idade.